# 愛の生涯
『愛の生涯』（あいのしょうがい）は2005年11月2日に発売された越路吹雪のベスト・アルバム。

## 解説
- CD帯『「愛の讃歌」「バラ色の人生」他 代表曲を網羅した決定盤コレクション!』
- 1980年に亡くなった越路吹雪の没後25年企画メモリアル・ベスト・アルバムであり、後述のドラマに使用された楽曲などが収録されている。
- 明治・大正・昭和生まれの女性を主人公にその生き方を描いたテレビドラマ『女の一代記』シリーズの第2夜『越路吹雪・愛の生涯 〜この命燃えつきるまで私は歌う〜』に併せて発売された。
- 全曲高音質デジタルリマスターが施されている。

## 収録曲
| #   | タイトル                 | 作詞 | 作曲・編曲 |
| --- | ------------------------ | ---- | ---------- |
| 1.  | 「愛の讃歌」             |      |            |
| 2.  | 「ビギン・ザ・ビギン」   |      |            |
| 3.  | 「バラ色の人生」         |      |            |
| 4.  | 「ラストダンスは私に」   |      |            |
| 5.  | 「恋は何の役に立つの」   |      |            |
| 6.  | 「サン・トワ・マミー」   |      |            |
| 7.  | 「シャル・ウィ・ダンス」 |      |            |
| 8.  | 「ろくでなし」           |      |            |
| 9.  | 「夢の中に君がいる」     |      |            |
| 10. | 「恋ごころ」             |      |            |
| 11. | 「夜霧のしのび逢い」     |      |            |
| 12. | 「ウナ・セラ・ディ東京」 |      |            |
| 13. | 「ケ・サラ」             |      |            |
| 14. | 「暗い日曜日」           |      |            |
| 15. | 「私の心はヴァイオリン」 |      |            |
| 16. | 「群衆」                 |      |            |
| 17. | 「人生は過ぎゆく」       |      |            |
| 18. | 「メランコリー」         |      |            |
| 19. | 「幸福を売る男」         |      |            |
| 20. | 「雪が降る」             |      |            |